# Guineapolemius insularis
Guineapolemius insularis es una especie de coleóptero de la familia Cantharidae.

## Distribución geográfica
Habita en Filipinas.